# Warren (Minnesota)
Warren – miasto w Stanach Zjednoczonych, w stanie Minnesota, w hrabstwie Marshall.